# Carlsberg (Kopenhagen)
Koordinaten: 55° 40′ 8,8″ N, 12° 32′ 24″ O

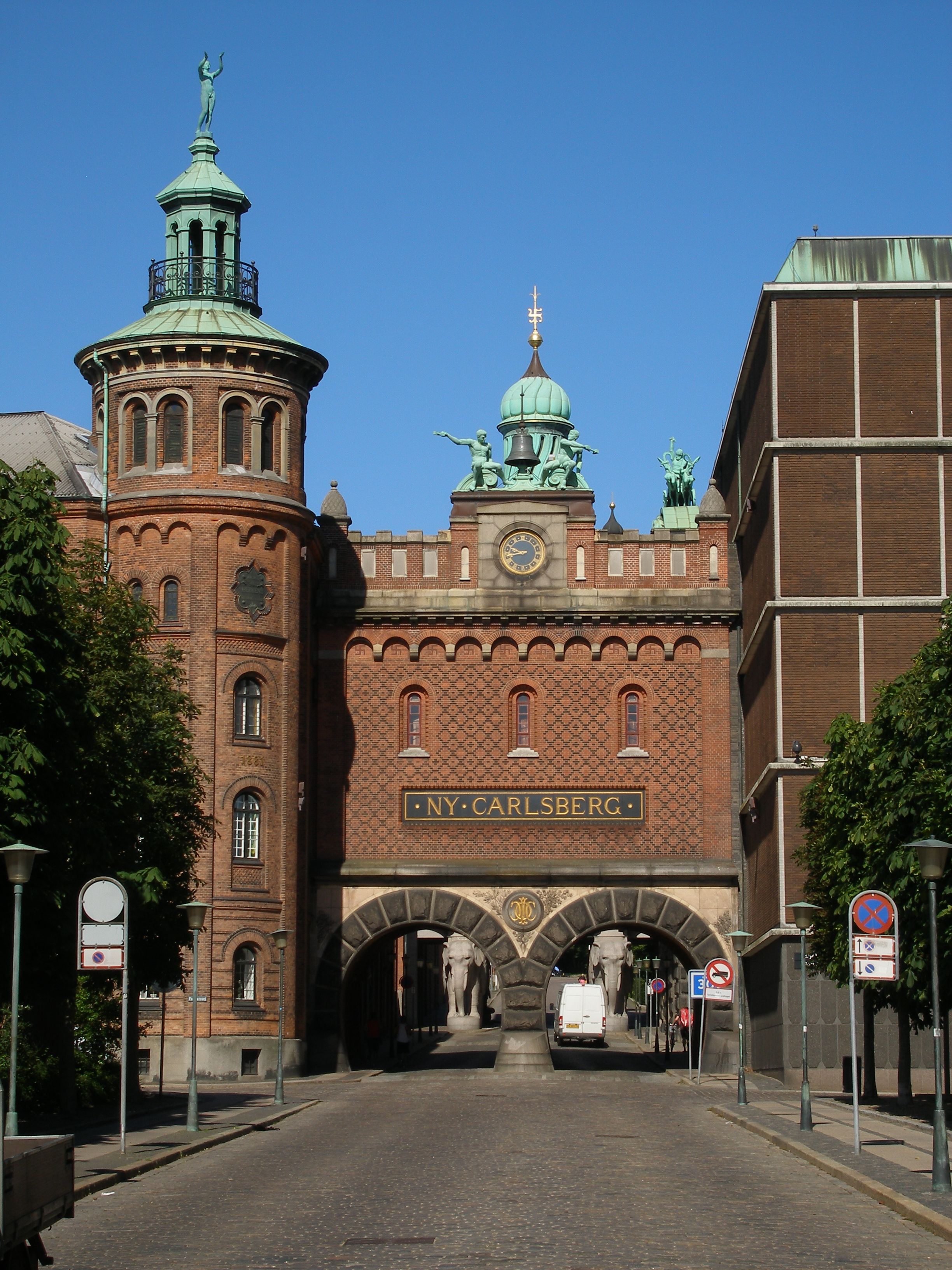
Das Doppeltor aus dem Süden, in Richtung Ny Carlsberg (Neu Carlsberg) gesehen. Über der Turmuhr befindet sich die Skulpturengruppe «Klokkeslagerne» von Stephan Sinding.

Carlsberg, dänisch auch Carlsberg Byen (Carlsberg-Quartier), ist ein Stadtviertel im Kopenhagener Stadtteil Valby, Vesterbro benachbart.
Das Produktionsgelände entstand, als J. C. Jakobsen unbebaute Flächen für seine neu gegründete Carlsberg-Brauerei in Benutzung nahm. Die erste Brauerei entstand am 11. November 1847, und die Bierproduktion wurde seitdem kontinuierlich gesteigert. Die Massenherstellung von Bier wurde 2008 eingestellt. Carlsberg verlagerte seine Bierproduktion an andere Standorte in Dänemark, besonders am Standort in Fredericia (Jütland) entstand ein Produktionsschwerpunkt. Die Jacobsen-Hausbrauerei besteht jedoch weiter und produziert Bierspezialitäten. Das gesamte ehemalige Brauereigelände und Industrieareal der Carlsberg-Brauerei, mit mehr als 30 ha verteilter Fläche, wird seit Jahren in ein neues Wohnquartier verwandelt.
Im 19. Jahrhundert und im frühen 20. Jahrhundert wurden viele der heute existierenden historischen Gebäude, viele mit aufwendigen Verzierungen, erbaut. Dazu gehören zwei historische Parkanlagen. Das Gebiet wird von zahlreichen denkmalgeschützten Bauten dominiert. Die Bebauung hatte ursprünglich eine breitgefächerte Palette mit unterschiedlichen Funktionen, von denen einige nicht unmittelbar mit der Herstellung von Bier zu tun hatten. Dazu gehört unter anderem ein Leuchtturm, die ehemaligen Ställe der Carlsberg Brauerei und einige Villen im italienischen Stil.
Nachdem die Schließung der Brauerei besiegelt war, begannen umgehend die Planungen zur Umgestaltung des Viertels. Der Masterplan bezog sich auf die vorhandene Infrastruktur dieses Gebietes, die gesamte historische industrielle Bebauung sowie alle Plätze, Straßen und Gassen. Der Plan hat zum Ziel, die Qualität des Gebietes deutlich aufzuwerten sowie nachhaltig ein aktives urbanes Leben im Städtebau umsetzen. Der Sanierungsgebiet wurde als Masterplan ausgeschrieben, und der Entwurf des dänischen Architekturbüros Entasis wurde 2009 auf dem World Architecture Festival prämiert.

## Geografie
Carlsbergbyen hat eine Fläche von insgesamt 33 Hektar und liegt an Schnittpunkt von vier Stadtteilen. Es grenzt an Vesterbro im Osten, Valby im Westen, Frederiksberg Kommune im Norden und Kongens Enghave im Süden. Das Gebiet westlich des Carlsberg besitzt umfangreiche Grünflächen, mit dem Søndermarken-Frederiksberg-Park im Nordwesten und dem Vestre-Friedhof, der direkt an den Gleisen des Bahnanschlusses liegt im Südwesten, aus denen sich dann eine Gesamtfläche von 120 Hektar Parklandschaft ergibt.

## Geschichte

### Die Brauerei-Ära

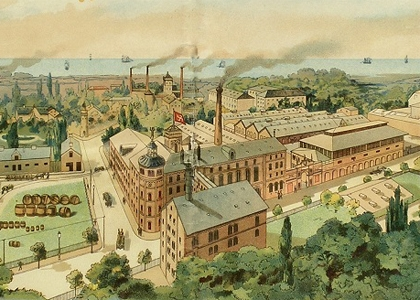
Der Standort Ny Carlsberg um 1890

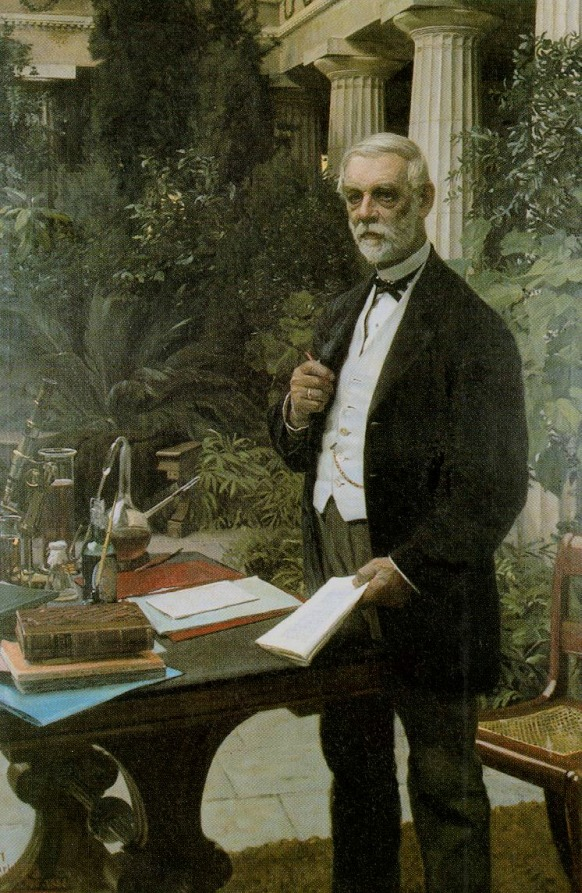
J. C. Jacobsen, Porträt in den Pompeijanske haven von August Jerndorff von 1886

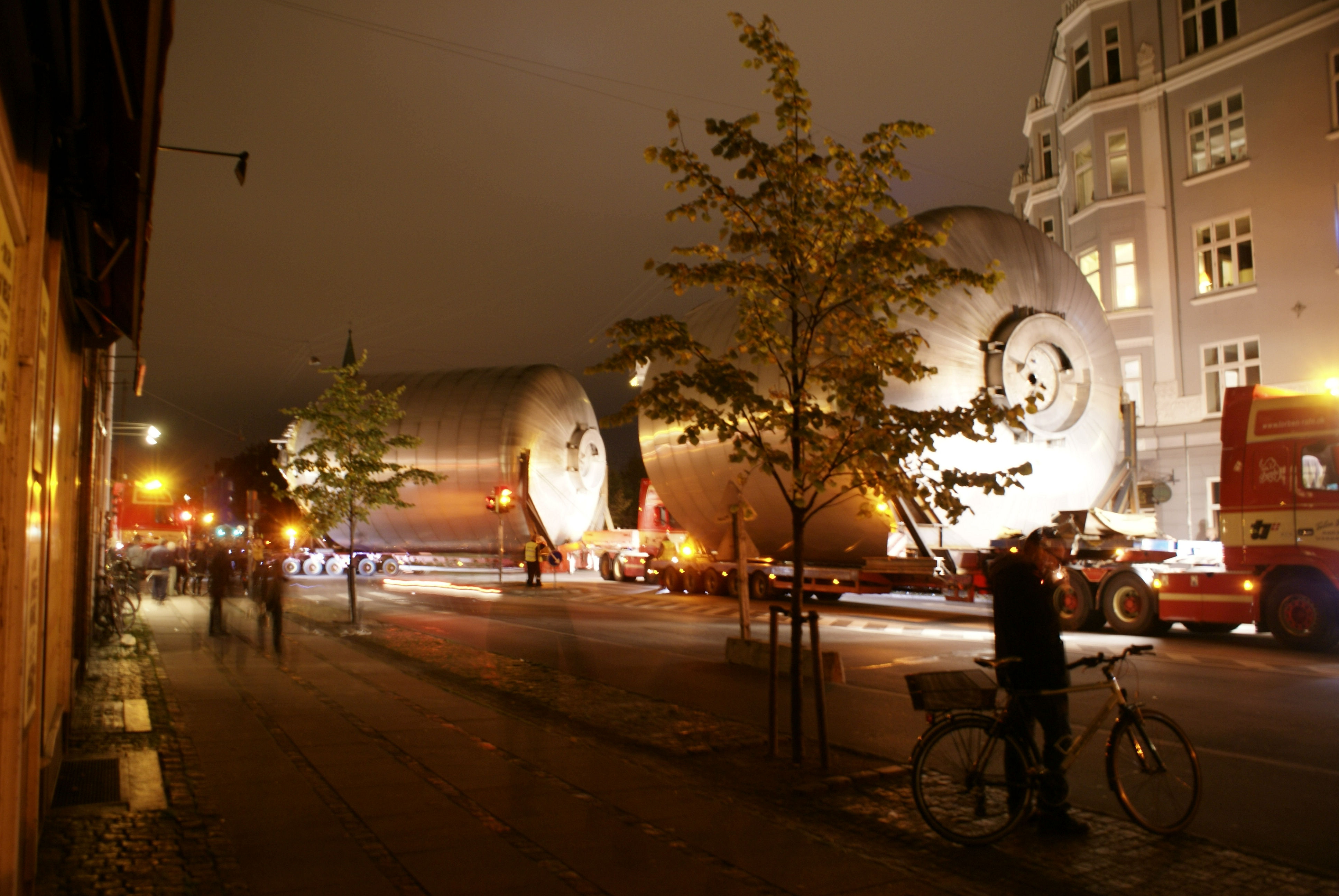
Demontage und Abtransport der Brauereianlagen, 2007 in Carlsberg

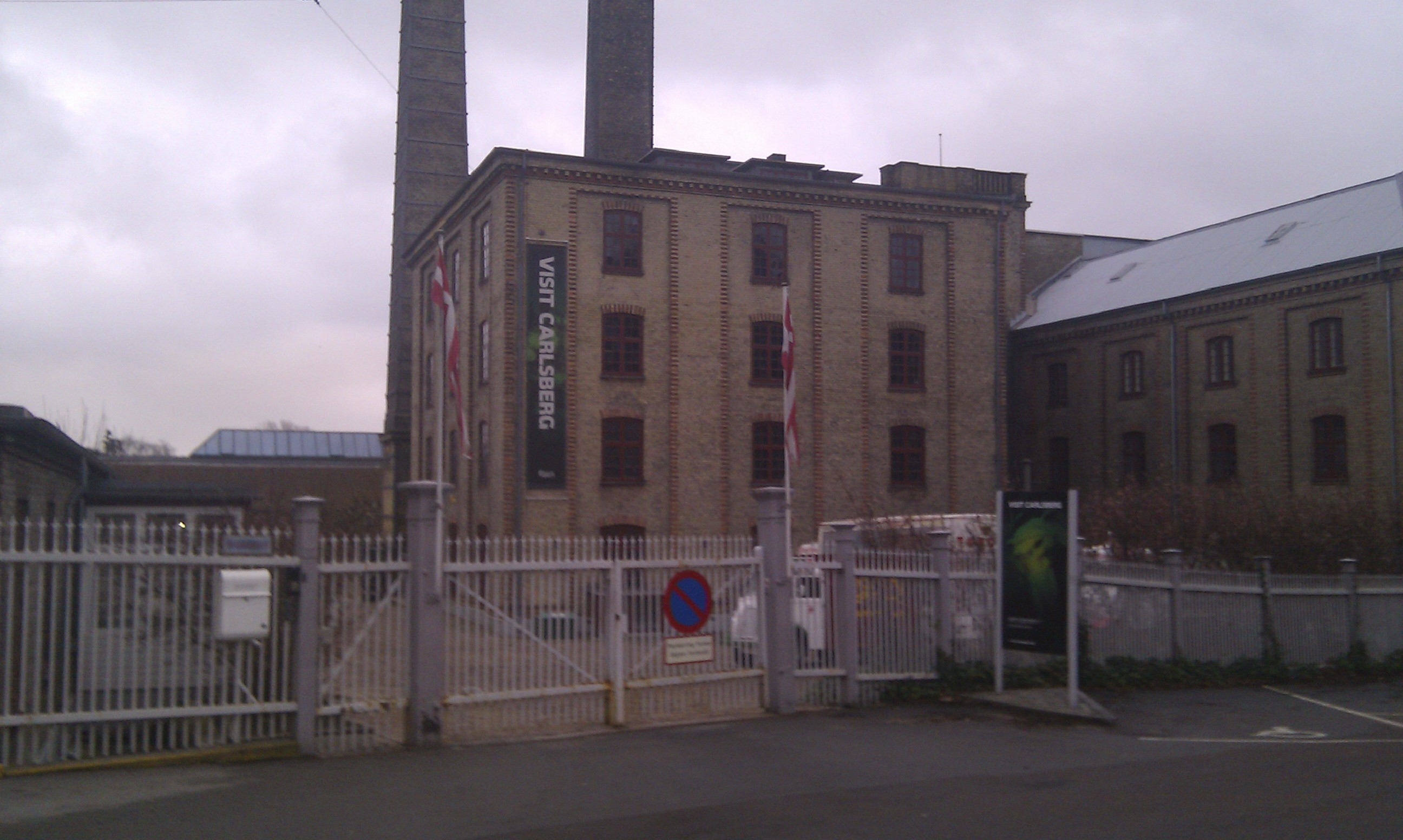
Alte Empfangshalle der Carlsbergbrauerei.

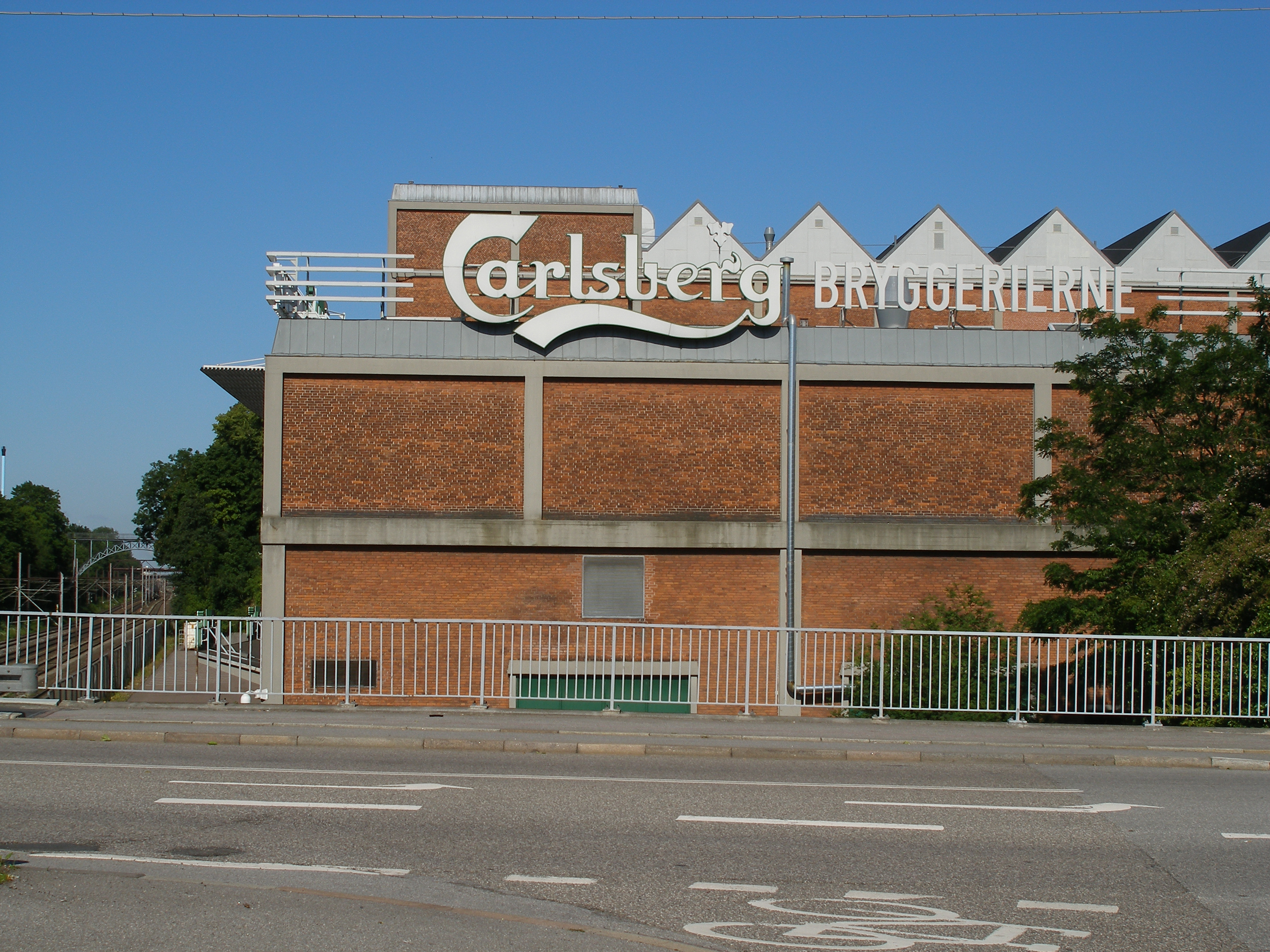
Die Carlsberg-Brauerei nach ihrer Schließung 2007

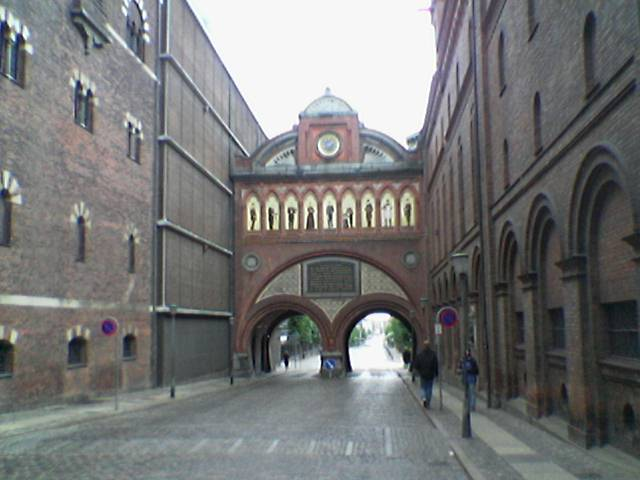
Ansicht auf das Dipylon mit dem Fries

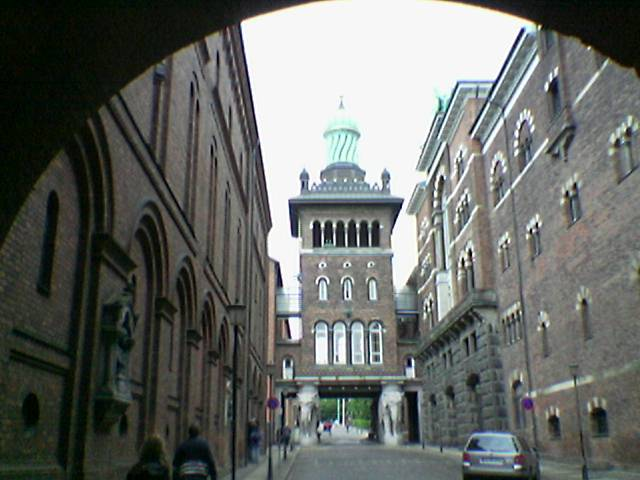
Der Elefanten-Turm

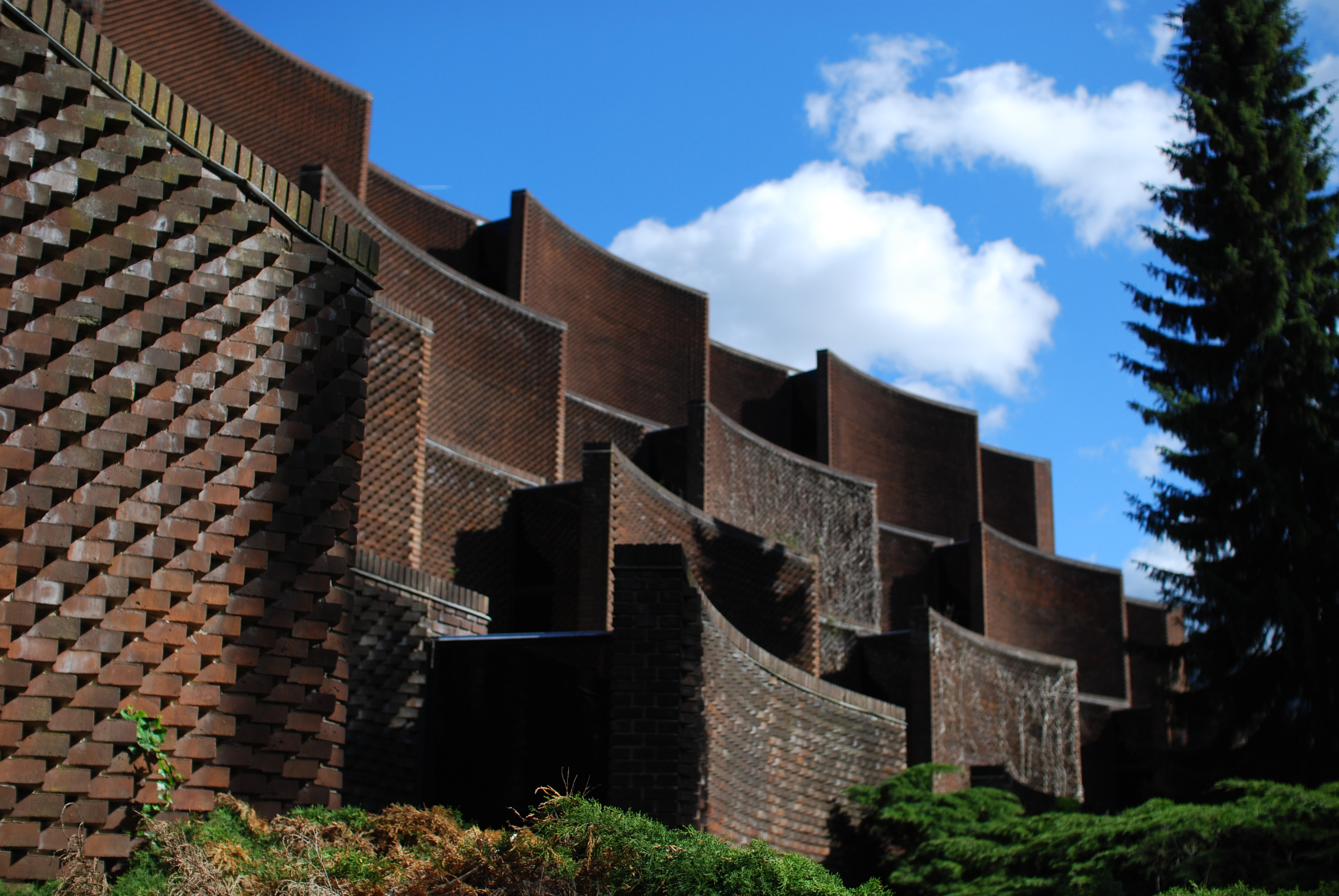
Die hängenden Gärten von Carlsberg unterhalb des Akademiegartens.

Nach dem Erhalt einer königlichen Lizenz 1847 gründete der damals junge Kopenhagener Brauer J. C. Jacobsen (1811 bis 1887) die Carlsberg-Brauerei. Jacobsen machte sich dabei auf die Suche nach einem geeigneteren Grundstück in der Kopenhagener Gegend mit einer besseren Wasserversorgung und mehr Platz für seine Brauerei. Er entschied sich schließlich für eine freie Fläche auf einem Hügel in Valby vor den Toren der dänischen Hauptstadt. Am neuen Standort gründete er eine Großbrauerei und gab ihm den Namen nach seinem Sohn Carl Jacobsen (1842–1914) und dem Standort auf dem Valbyer Hügel, als Berg, dem heutigen Carlsberg. Die Planung und der Bau der neuen Brauerei begannen im Januar 1847, und die erste Charge des Carlsberger Biers wurde am 10. November 1847 ausgeliefert.
Das Hauptgebäude der Carlsberg Hauptgebäude, heute bekannt als die Carlsberg Akademie wurde 1853 eröffnet. 1857 wurde die Brauerei durch einen Brand verwüstet, aber die Gebäude wurden im selben Jahr wieder neu errichtet.
1870 wurde die Brauerei von J. C. Jacobsens Sohn Carl Jacobsen nach Meinungsverschiedenheiten mit seinem Vater auf einem neu angepachteten Gelände um weitere neue Brauereigebäude erweitert.
1876 gründete J. C. Jacobsen die Carlsberg-Stiftung und das Carlsberg-Laboratorium, was heute zum Carlsberg-Forschungszentrum gehört. 1880 beendete J. C. Jacobsen die Zusammenarbeit und den Pachtvertrag mit seinem Sohn und Carl Jacobsen gründete auf einen Nachbargelände seine eigene Brauerei. Das Gebiet um die neue Brauerei bekam den Namen Ny Carlsberg (Neu Carlsberg), während das alte Areal von Carlsbergs Vater, den Namen Gammel Carlsberg (Deutsch: Alt-Carlsberg) bekam.
1887 starb J. C. Jacobsen und hinterließ die Carlsberg-Stiftung und seine Brauerei. Nach dem Tod des Vaters führte Carl die Unternehmen Gamle und Ny (Alt und Neu) Carlsberg zur gemeinsamen Firma Carlsberg Breweries zusammen. In den nächsten Jahrzehnten wurde die Carlsberg-Brauerei kontinuierlich mit weiteren neuen Gebäuden erweitert. 1892 kam das Dipylon-Gebäude dazu, 1887 das Laborgebäude von Carlsberg und 1901 das unverwechselbare Elefantentor sowie das Ny-Carlsberg-Brauhaus.
1902 gründete Carl Jacobsen die Ny-Carlsberg-Stiftung als eine Tochtergesellschaft der Carlsberg-Stiftung und die beiden Carlsbergs hatten somit den gleichen Besitzer – die Carlsberg-Stiftung. Die Brauereien erbauten 1903 ein gemeinsames Sudhaus, und ab 1906 agierten beide unter dem gleichen Namen Carlsberg Breweries. Carl Jacobsen hielt sowohl die Brauereien als auch die Stiftung bis zu seinem Tod 1914 unter seinem eigenen Besitz.
Spätere entstandene Bauten waren das Kesselhaus der Brauerei von 1827 und die „hängenden Gärten“.

### Schließung und Sanierung
Im Juli 2006 entschied sich Carlsberg ihre Brauerei in Valby zu schließen und sich auf die Brauerei-Produktionsaktivitäten in seiner anderen dänischen Brauerei in Fredericia zu konzentrieren. Lediglich die Geschäftszentrale und die kleine Haus- und Spezialbrauerei Jacobsen (Husbryggeriet Jacobsen) sollten an dem historischen Sitz in Valby verbleiben.
Stattdessen wurden die ehemaligen Grundstücke von den Eigentümern Carlsbergs neugebaut, nach erfolgreichem Bau bei der Tuborg-Brauereigrundstück in Hellerup in einem neuen Stadtviertel mit dem Namen Tuborg Havn. Gegen Ende 2006 gab es einen internationalen Architekturwettbewerb, bei dem im Mai 2007 das kleine Architekturbüro Entasis als Sieger unter 220 Mitwettbewerbern hervorging. Wie geplant stellte die Brauerei in Valby Ende 2008 ihre Bierproduktion ein. Im Februar 2009 wurde der Plan für den Ausbau des Stadtviertels von der Stadtverwaltung abgenommen.

## Historische Gebäude

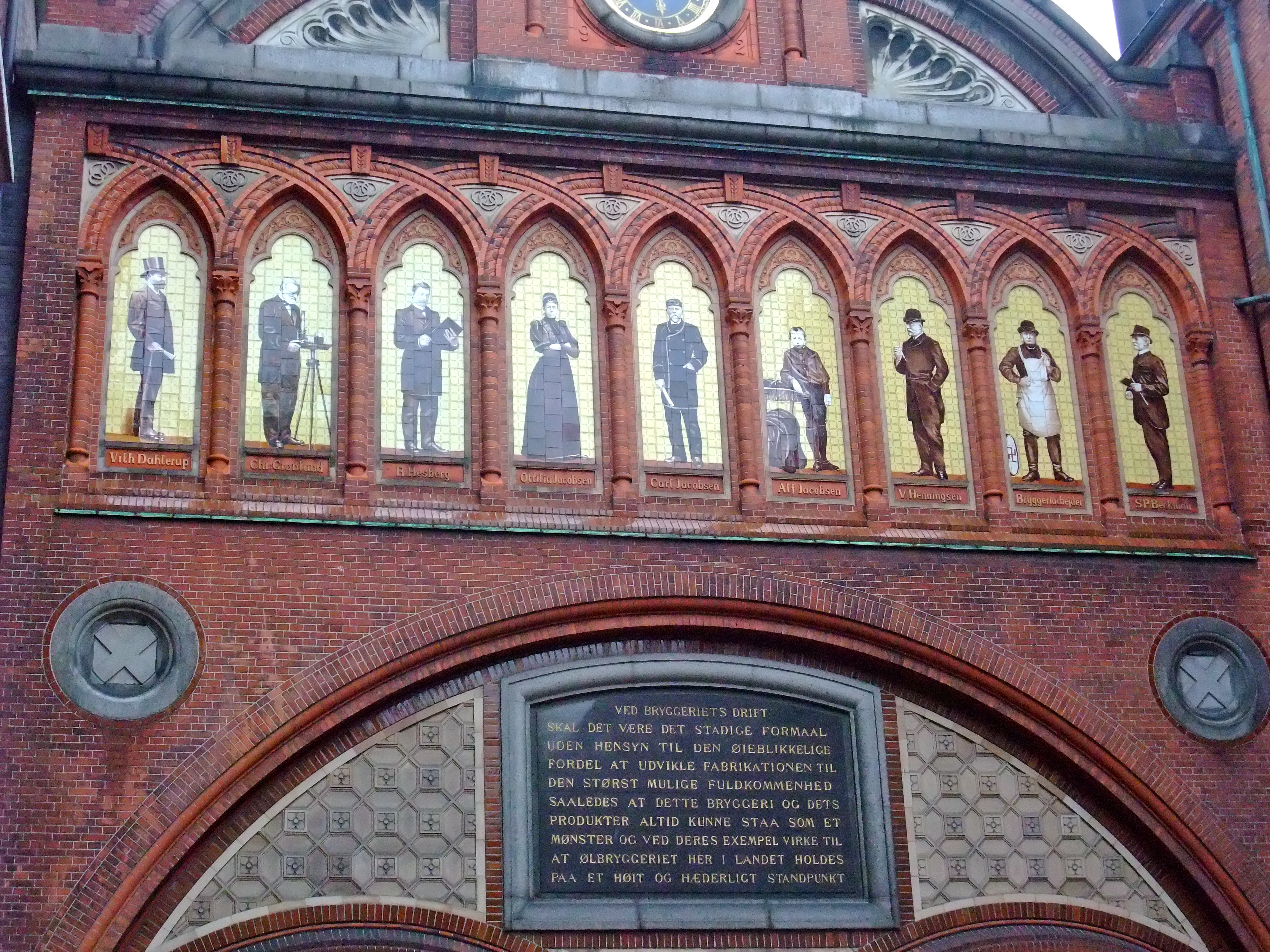
Portal auf den Dipylonfries und den Plaketten mit «De gyldne ord»

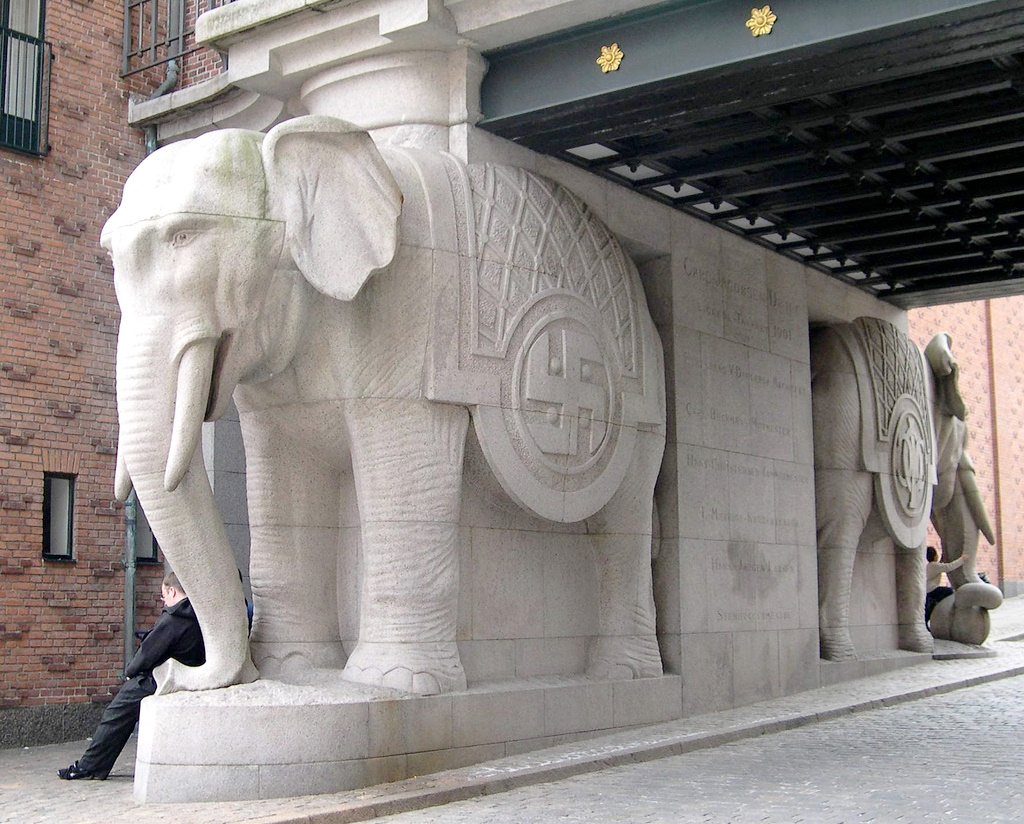
Insgesamt vier Carlsberg-Elefanten gibt es am Elefantentor. Der Firmengründer ließ es für seine vier überlebenden Kinder errichten. Weitere seiner Kinder waren gestorben. Das Elefantentor und die Elefanten wurden 1880 errichtet. Die Indische Swastika an den Elefanten stellt kein Hakenkreuz dar und hat auch keinen Bezug zum Nationalsozialismus.

Der Bezirk Carlsberg besteht neben den Gebäuden, die direkt etwas mit dem Bierbrauen zu tun haben, aus vielen historischen Gebäuden, die zur Geschichte als wichtiges Industriegebiet beitragen. Dazu gehören Ställe, ein Leuchtturm, Privatresidenzen und Gartenpavillons. 2008 wurden 13 Gebäudekomplexe und ein historischer Garten denkmalgeschützt.

### Elefanten-Brücke & Turm

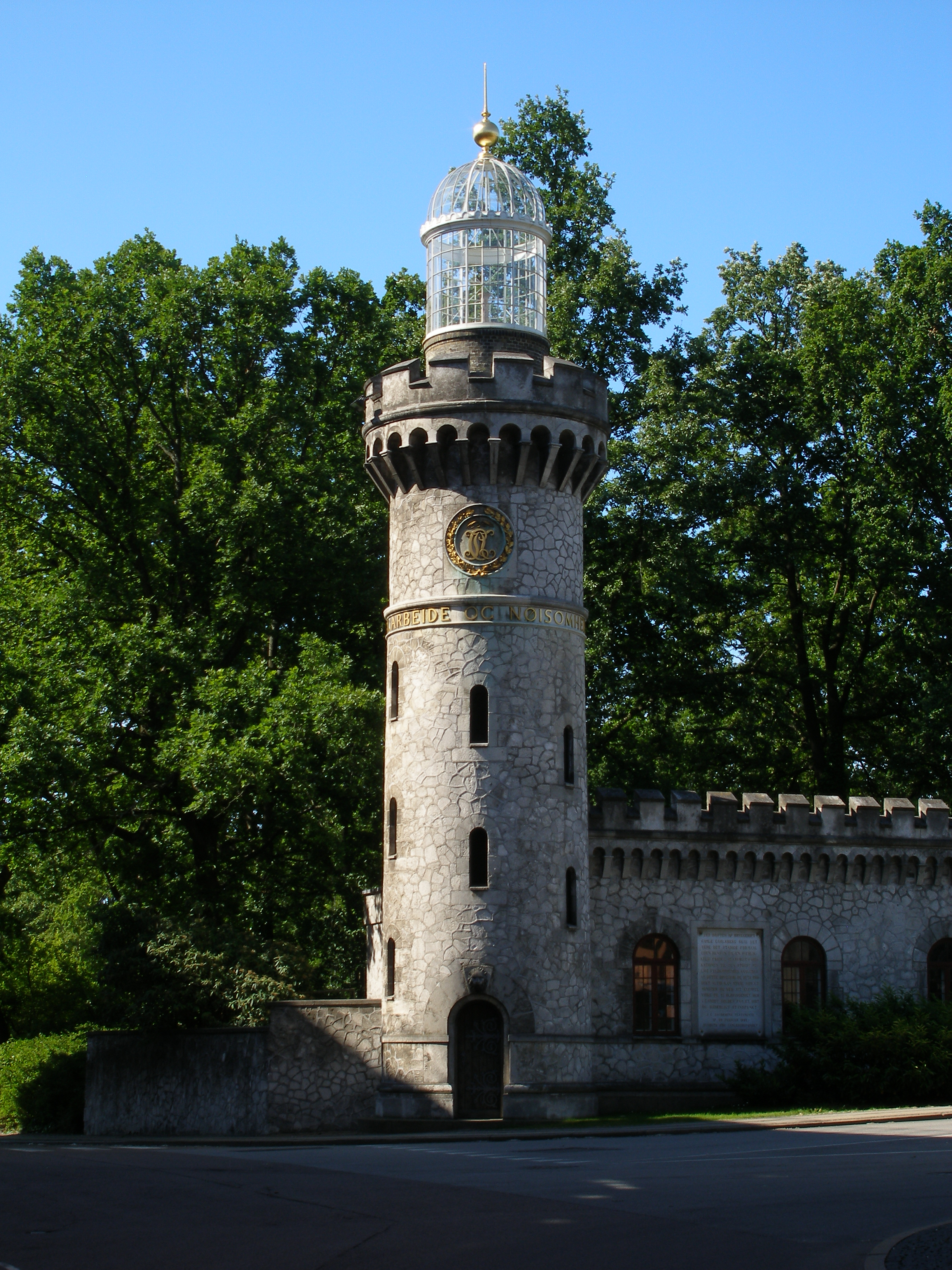
Der Leuchtturm von Carlsberg by wurde von Bönecke konzipiert und 1883 gebaut. Der Turm steht auf einem Fundament aus Granit und hat eine gläsernen Laterne an der Spitze. Der Leuchtturm wurde als einer der ersten Leuchttürme in Kopenhagen auf elektrisches Licht umgestellt.

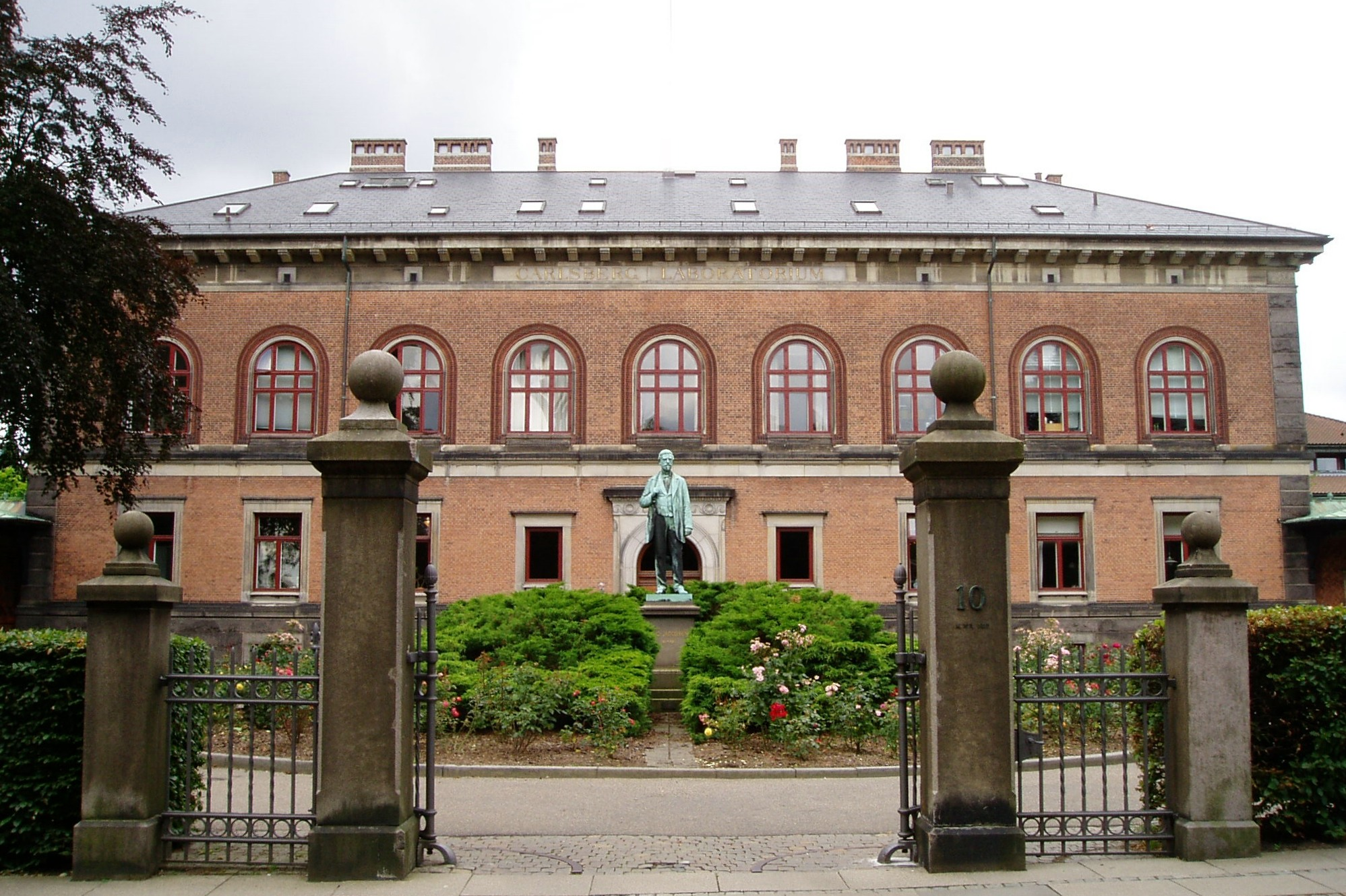
Das Carlsberg-Laboratorium und im Vordergrund eine Statue von J. C. Jacobsen.

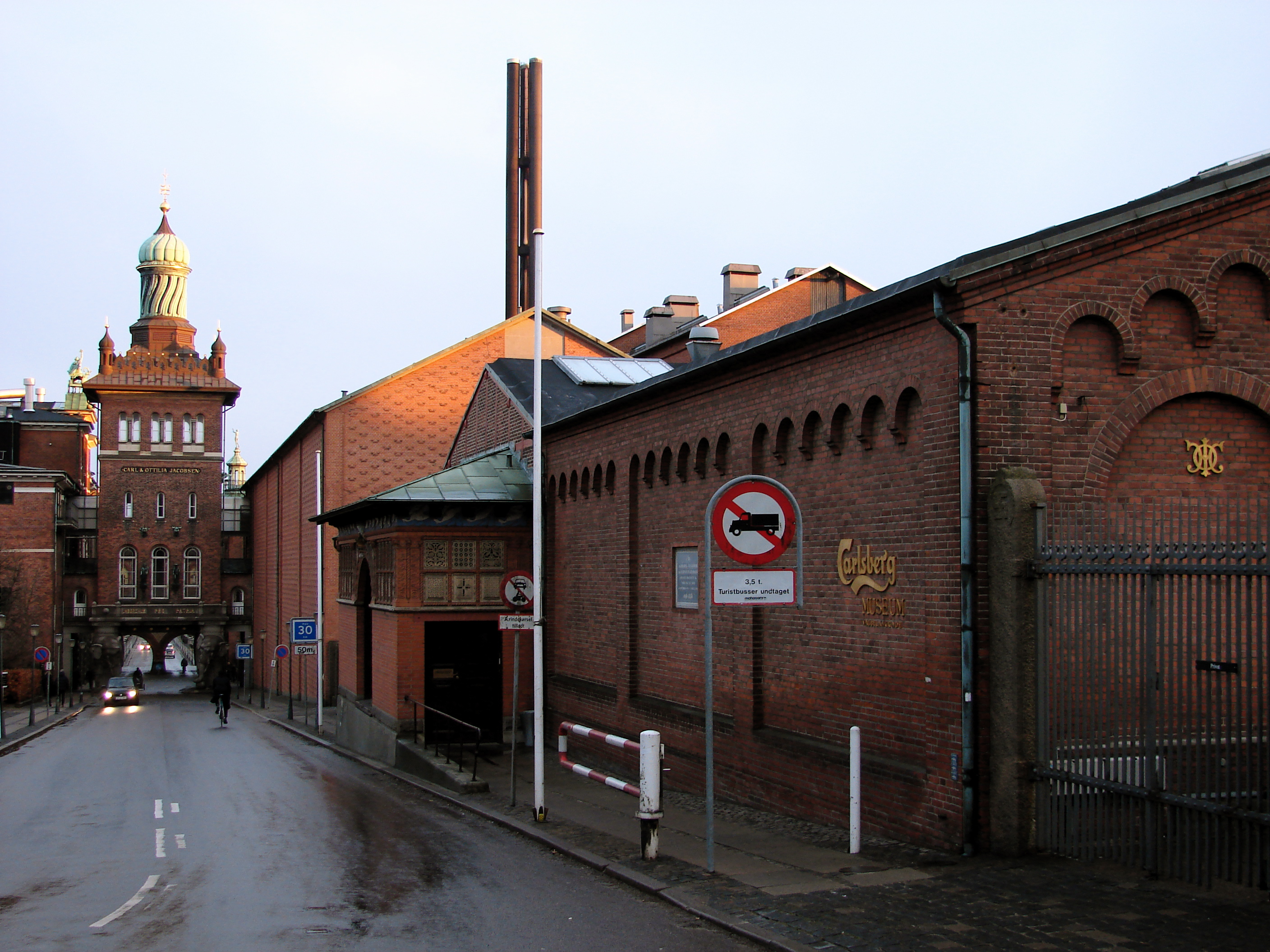
Das Carlsberger Museum

Das Elephant-Portal & -Turm (dänisch: Elefantporten & -tårnet) wurden von Vilhelm Dahlerup entworfen und 1901 gebaut. Der Turm ist das berühmteste Wahrzeichen des Viertels Carlsberg und bezieht seinen Namen aus den vier Granitelefanten, welche das Tor flankieren und sich auf dem Rücken des Turmes befinden. Dieser wurde von Berninis Elefant und dem Obelisk auf der Piazza della Minerva in Rom inspiriert.
Der Turm hat eine Grundfläche von nur 115 m² und wurde mit rot verzierten Kacheln verblendet, errichtet. Ursprünglich diente er als Wasserturm und Hopfen-Silo.

### Doppeltor
Das Dipylon oder Doppel-Tor (Dänisch: Diptylon or Dobbeltporten) wurde von Vilhelm Dahlerup geplant und 1892 gebaut. Dipylon bedeutet auf Griechisch 'Doppeltor'. Das Diplyontor ist ein doppelbogiges Eingangstor, die den Eingang vom Vesterbro-Gebäude zu Ny Carlsberg markiert. Der Bau dient sowohl als Malzkammer als auch als Uhrenturm. Die Uhr wurde damals von Stephan Sinding künstlerisch gestaltet und funktioniert heute immer noch. Die Bögen sind mit einer Granitverkleidung ausgestattet. Über diesem ist ein diagonales Muster in verglasten und roten keramischen Fliesen. Auf der einen Seite des Bauwerks, stellt ein Fries neun Personen auf dekorativen Fliesen dar. Zu den dargestellten Personen gehören Carl Jacobsen, seine Frau Ottilia, sein Sohn und der Erbe Alt sowie auch einige wichtige Mitarbeiter.

### Brauhaus
Das Brauhaus (Dänisch: Bryghuset) wurde 1901 als Ny Carlsbergs neues Brauhaus erbaut und ersetzte damit das kleinere immer noch erhaltene auf der anderen Seite der Straße. Die Fassade mit ihrem Balkon wurde von Palazzo Bavilaque aus dem italienischen Verona inspiriert. Das Dach zeigt Carl Johan Bonnesens Skulpturgruppe in Bronzegips 'Thor im Kampf mit den Jötunns'. Die Figurenreihe war ursprünglich ein Wettbewerbsvorschlag aus dem Wettbewerb zum Bau einen Brunnes an der Langelinie-Promenade. Später wurde letztendlich der heutige Gefion-Brunnen 1908 von Anders Bundgaard geschaffen.

### Carl-Jacobsen-Haus
Carl’s Villa war die Privatresidenz von Carl Jacobsen und seiner Familie. Das Bauwerk wurde entworfen von Hack Kampmann und gebaut von 1882 bis 1893. Es wurde mit roten Steinen auf einem Granitfundament erbaut und mit rochenförmig detailliert gestalteten sowie glasierten Keramikfliesen verkleidet. Das Eingangsportal ist mit großen Granitsäulen versehen. Sowohl im Innen- als auch im Außenbereich verfügt das Haus über umfangreiche Ornamentiken.

### Carlsberg-Museum
Das Carlsberg-Museum wurde in Verbindung mit Carl’s Villa gebaut und wurde als Standort für die Ny Carlsberg Glyptotek genutzt. Es startete nach der Wintergartenerweiterung der Villa 1882, als es erstmals mehr Skulpturen als Pflanzen darin gab. Im selben Jahr wurde die Sammlung dann auch für die Öffentlichkeit zugänglich. In den folgenden Jahren wurde das Museum mehrmals vergrößert, bis es 1885 insgesamt 19 Galerien gab. Vilhem Dahlerup gestaltete die ersten 14 Galerien, während Hack Kampmann die letzten 4 gestaltete, als er auch den Wintergarten neu aufbaute. Als die Sammlungen in die heutige Ny Carlsberg Glyptotek verbracht wurde, nutzte man das Gebäude für verschiedene andere Zwecke, bis es 1915 in ein Brauereimuseum umgestaltet wurde. Das Gebäude ist in roten Kacheln gestaltet worden. Besonders sehenswert ist die beeindruckende Galerie, die Kaiserinnengalerie, welche aus einer Rotunde von vier ionischen Innenpfeilern mit einer Apsis besteht. An den übrigen Galerien sind verschiedene Variationen von Ornamenten an den Fluren, Mauern und an den hohen Stuckdecken zu sehen.

### Carlsberg Akademie
Die Carlsberg-Akademie ist das ehemalige private Wohnhaus von J. C. Jacobsen. Nach seinem Tod wurde es eine Residenz für verdiente Männer und Frauen und Residenz aus dem Bereich der Wissenschaft, Literatur oder Kunst, bevor es 1995 in die Carlsberg-Akademie umgewandelt wurde. Das Gebäude wurde von J. C. Jacobsen entworfen und von N.S. Nebelong wurde von 1853 bis 1854 gebaut und 1858 wurde ein Wintergarten hinzugefügt. 1876 wurde das Musikkonservatorium als ein Pompeji bezeichneter Wintergarten im Hypostyl und einer Säulenhalle nach dem Entwurf von J. P Jacobsen und Architekt P.C. Bønecke hinzufügt. Das Haus ist im Stile einer klassischen italienischen Villa erbaut und wurde mit zahlreichen Kunstwerken von Bertel Thorvaldsen dekoriert. Dazu gehören „Die  Alexander Fries“, die sich unter dem Tonnengewölbe des zweistöckigen Speisesaal, sich sechs Reliefs an den Wänden und sich eine Statue von Hebe aus griechischen Mythologie befindet.

### Carlsberg Laboratorium
Das Carlsberg-Laboratorium wurde von dem Architekten F. C. Thomsen entworfen und gebaut von 1893 bis 1896 im Stil italienischer Renaissance. Vor dem Gebäude steht eine Skulptur von J.C. Jacobsen, dem Gründer der Brauerei, der schon aber 1887 verstarb, bevor der Komplex gebaut wurde.

### Leuchtturm
Der „Kalkturm“ (dänisch „Kridttårnet“) ist ein 1883 erbauter Leuchtturm. Der Name ist wegen des Kalksteins gewählt, welcher das Hauptbaumaterial des Turms ist und von den Faxe-Kalkstein-Steinbrüchen aus dem südlichen Kopenhagen stammt. Der Turm steht auf einem Granitfundament und schließt oben mit einer gläsernen Laterne ab. Der Leuchtturm ist mit elektrischem Licht ausgestattet, welches ein Jahr vor der Schaffung des alten Carlsberg-Geländes eingeführt wurde.

### Gewendelter Schornstein
Carl Jacobsen wollte zeigen, dass ein Schornstein einer Industrieanlage in seinem Gebiet ebenfalls schön aussehen kann. Er beauftragte den Architekten Vilhelm Dahlerup und den Baumeister PS Beckmann zu einem Entwurf für einen entsprechenden Industrieschornstein. Ihr 56 m hoher gewendelter Schornstein mit Motiven von ägyptischen Lotusblumen versehen und die Plinthe ist eine Replik eines chimären Wasserspeiers vom Notre Dame von Paris nach empfunden wurde. Von dort aus hat man einen guten Blick über die Stadt Kopenhagen.

## Historische Gärten
Im Carlsberg-Viertel gibt es zwei historische Gärten, sie stammen allesamt aus den frühen Jahren der Gründung der Brauerei.

### Carlsberg Akademie-Garten
Der Carlsberg-Akademiegarten ist ein privater Garten von J. C, Jacobsen im englischen Landschaftsgartenstil und wurde 1848 errichtet. Er ist von Bäumen und Hecken umgeben und verfügt über verschlungene Pfade, Wiesen und hat einen Teich. Er ist aus Erde aus dem Bau der Brauerei gemacht und hat ein umfangreiches System von Kellern. Der Garten bietet viele seltene Bäume und Pflanzen, von denen einige von J. C Jacobsens Reisen von seinen mit nach Hause gebracht hatte.

### Ny Carlsberg
Der Neue Carlsberg-Garten ist der ehemalige Privatgarten von Carl Jacobsen und wurde in Verbindung zu seiner Villa, der Carl’s Villa kreiert. Der Garten wurde in einem stringenteren Stil als der Akademiegarten selbst, erschaffen und enthält viele Repliken von antiken Skulpturen. Mitten im Garten befindet sich eine neugotische venezianische Marmorsäule im Gartenpavillon, die den Gartenkomplex abschließt und ist von der Villa aus zu sehen. Im Garten befindet sich das Eishaus, ein Gebäude was früher zur Lagerung von Natureis diente. Es ist ein kleines, rundes Gebäude in Kalkstein gebaut. Es verfügt über ein hölzernes Eingangsportal und Sprossen-Glasfenster, über ein Reetdach und besitzt einige Verzierungen an der durch das Dach durchdringenden spitzartigen Glocke.

## Carlsberg heute
Die Herstellung von Bier wurde Ende 2008 auf dem Gelände beendet. Der Bereich, wo das Bier gebraut wurde, wurde in ein neues Kopenhagener Stadtviertel umgewandelt. Die Mineralwasserfabrik (auch als E Tap bekannt) ist nun ein 9000 m² großer Veranstaltungsort für modernen Tanz und wird „Dansehallerne“ genannt. Die ehemalige Abfüllanlage Ny Tap, wird heute unter dem Namen Tap 1 als Veranstaltungsort für verschiedene kommerzielle und kulturelle Veranstaltungen wie Konferenzen, Buch- und Kunstmessen, Konzerte und Parteien genutzt wird. Es verfügt über eine Kapazität von bis zu 6000 Personen. Der Leuchtturm dient heute als ein Künstleratelier und Residenzort.

## Zukünftige Entwicklung
Entasis' Hauptplan für das Gebiet stützt sich mehr auf Inspirationen aus der klassischen, dichten mittelalterlichen Innenstadt als an herkömmliche moderne Entwicklungen. Es wird von kurzen, engen Straßen und Gassen, Unberechenbarkeit, vielen großen und kleinen Quadraten gekennzeichnet. Neun schmale Hochhäuser mit Höhen zwischen 50 und 120 Meter sind in der Gegend als wichtige Stadträume vorgesehen. Insgesamt sind 800.000 m² gebaut worden, davon 45 % Wohnungen, 45 % Geschäfte und Büros sowie 10 % Sport- und Kultureinrichtungen. Der Plan enthält:
- Konzentration auf die beidseitige Nutzung der Gebäude mit Läden, Cafés und anderen öffentlichen Einrichtungen auf gleicher Ebene sowie für Wohnungen und Büros in den oberen Stockwerken, wo mehr Licht einfällt.
- Es gibt eine 24/7-Aktivität mit lebendigen und vielfältigen städtischen Leben, um die Plätze, Parks und anderen öffentlichen Plätzen konzentriert. Das Konzept des gemeinsam genutzten Raumes spielt eine zentrale Rolle in dem Plan.
- Unter der Erde: Carlsbergs umfangreiches mehrere Kilometer langes Netz von unterirdischen Gängen und Kellern spielen eine zentrale Rolle in dem Plan. Einige sollen geöffnet werden, um vielfältige, komplexe und eigenwillige Freiräume schaffen, andere sind für nicht öffentliche Zwecke bestimmt.
- Grünflächen: Der Bereich hat bereits eine große Anzahl von größeren älteren Bäumen. Diese sollen so weit wie möglich erhalten bleiben. Einige Gegenden in Carlsberg sind von Häuserfassaden oder Straßen geprägt, wo auch versucht werden soll, Platz für Baumplatzungen zu geben. Die beiden historischen Gärten in der Umgebung werden als Parks geöffnet und ergänzt mit drei weiteren neuen Anlagen.
- Das Gebiet wird auf Nachhaltigkeit ausgelegt und soll klimafreundlich und soll eine Reihe von Klima-Technologien beherbergen.[1]

## Eigentümer
Die Entwicklungsgesellschaft für das Carlsberger Gebiet ist die Carlsberg Byen P/S - sie ist verantwortlich für die Entwicklung des 25 Hektar großen Geländes und besitzt innerhalb des Areals die größten Flächen. Der Rest von dem 33 Hektar großen Gebiet ist immer noch im Besitz von Carlsberg A/S. Die Entwicklungsgesellschaft wird von fünf Investoren gestützt: Realdania, Carlsberg, PFA Pension, PenSam und TopDanmark.

## Kulturelle Referenzen
- Am 16. Februar 1868 war Hans Christian Andersen bei einem Abendessen im J. C. Jacobsen-Haus (in der jetzigen Carlsberg-Akademie) und schrieb in sein Tagebuch: „Es ist wie ein wohlhabendes Haus im Ausland [...] es gibt Maschinen, es gibt etwas zu essen, Gas in den Öfen und Wachskerzen als Beleuchtung“.[12]